# قيلة حنجرية

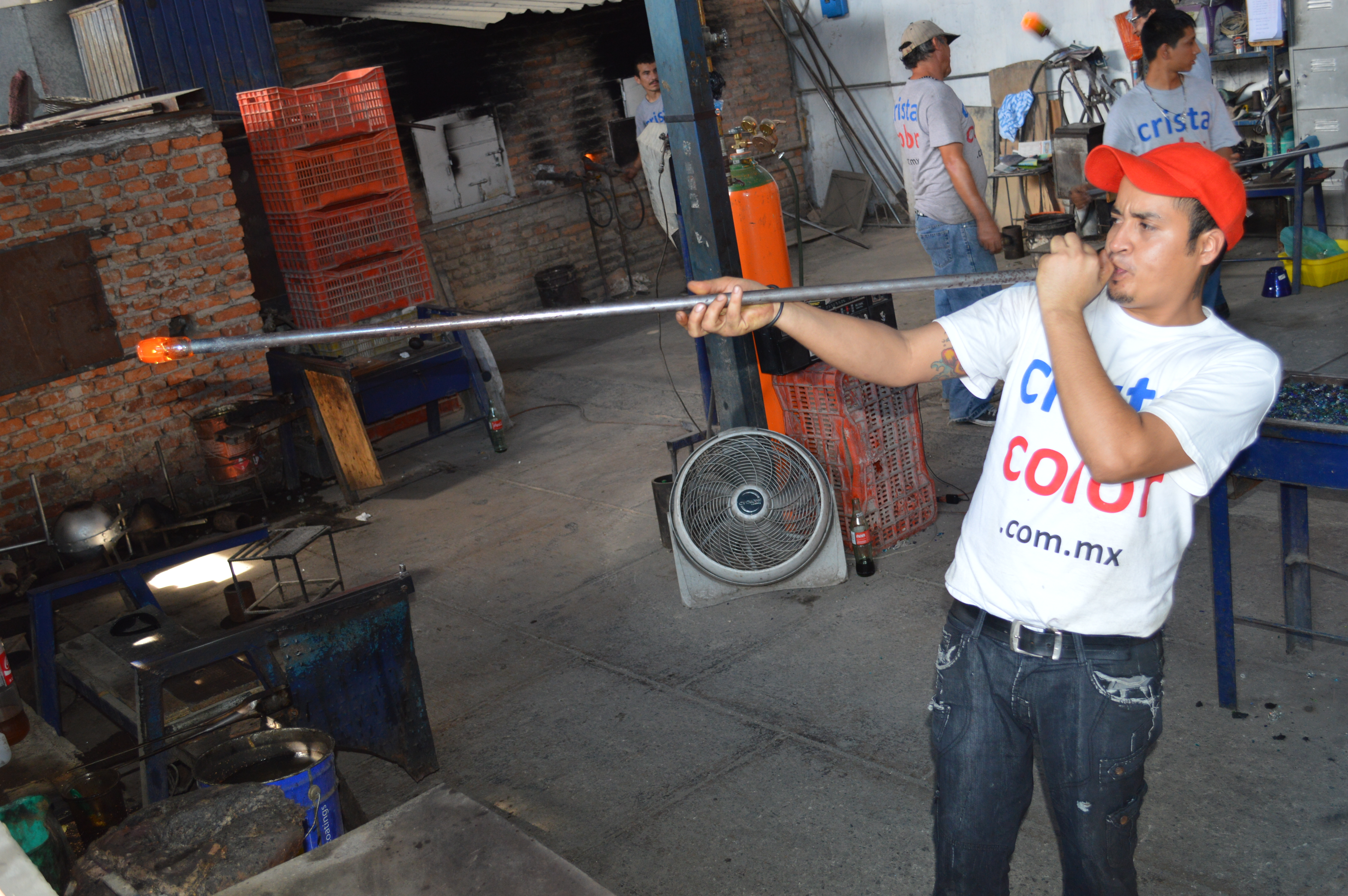
"نافخ الزجاج" يمكن أن يُصاب بالقيلة الحنجرية المُكتسبة، بسبب إخراج الزفير قسرياً لمدد طويلة مُسبباً ضغطاً زائداً على الحنجرة.

القيلة الحنجرية (بالإنجليزية: Laryngocele)‏ عيب خلقي على صورة «كيس حنجري» (بالإنجليزية: Laryngeal saccules)‏ شاذ، مفتوح على تجويف الحنجرة، ويمكن أن يبرز منتفخاً إلى الخارج على الرقبة.
يمكن للقيلة الحنجرية أيضا أن تكون مُكتسبة في وقت لاحق بعد الولادة بدلا من أن تكون عيب خلقياً، كما يحدث للعاملين في صناعة «نفخ الزجاج» بسبب إخراج الزفير قسرياً لمدد طويلة مُسبباً ضغطاً زائداً على الحنجرة مما يؤدي إلى توسع الحنجرة (بالإنجليزية: Sinus of Morgagni)‏. وتظهر القيلة الحنجرية أيضاً في الأشخاص الذين يعانون من داء الانسداد الرئوي المزمن.

## صور إضافية

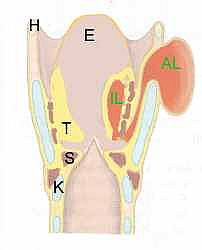
القيلة حنجرية:
IL = قيلة حنجرية داخلية
AL = قيلة حنجرية خارجية
H = العظم اللامي
T = طيات الدهليزي
S = الطيات الصوتية
K = الغضروف الحلقي